# Lämmelstarr
Lämmelstarr (Carex macloviana) är en flerårig gräslik växt inom starrsläktet och familjen halvgräs. Lämmelstarr är lik harstarr och har styvt upprätta, något sträva, strån. De bruna bladslidorna är fibrösa och de grågröna bladen blir från två till fyra mm breda, är korta och utåtböjda. axsamlingen blir från en till två cm, är mycket tät och innehåller från fyra till sex ax. De mörkt bruna axfjällen är tre mm och har otydliga hinnkanter. Innanför axfjällen sitter mörkbruna fruktgömmen som blir från 3 till 4,5 mm och har bred hinnkant. Lämmelstarr blir från 10 till 40 cm hög och blommar från juni till juli.

## Utbredning
Lämmelstarr är ganska vanlig i Norden och återfinns vanligtvis på torr till frisk mark, såsom gårdstun, vägkanter, stigar, ängar och rengärden. Dess utbredning i Norden sträcker sig till ett stort område i norra Sverige, några områden i norra Norge och ett stort område på Islands norra del.